# Argentinia annulitarsis
Argentinia annulitarsis är en tvåvingeart som beskrevs av Octave Parent 1931. Argentinia annulitarsis ingår i släktet Argentinia och familjen styltflugor. Inga underarter finns listade i Catalogue of Life.